# Halterina pulchella
Halterina pulchella là một loài côn trùng trong họ Nemopteridae thuộc bộ Neuroptera. Loài này được Péringuey miêu tả năm 1910.